# Architrave

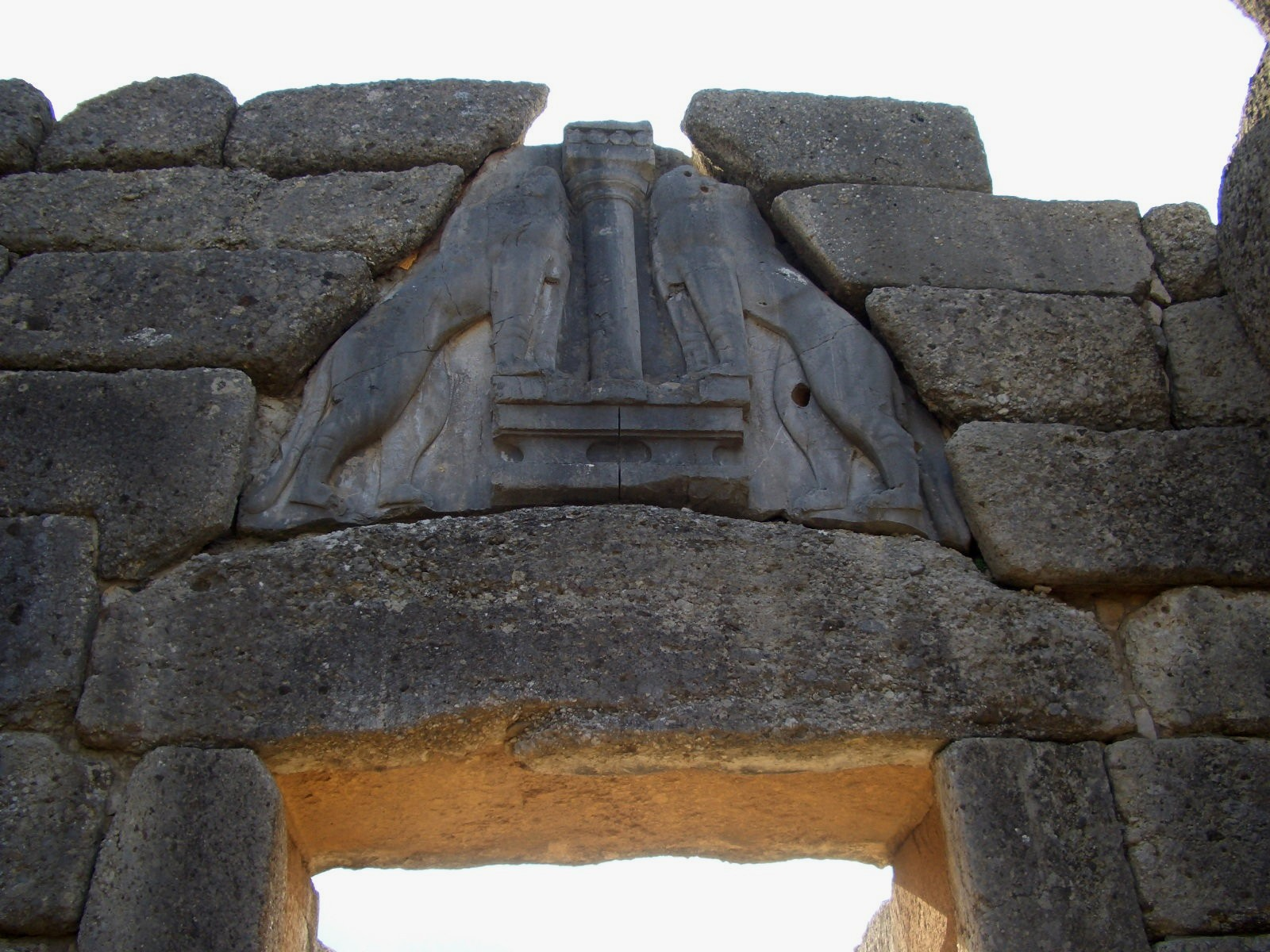
Architrave litico della Porta dei Leoni a Micene

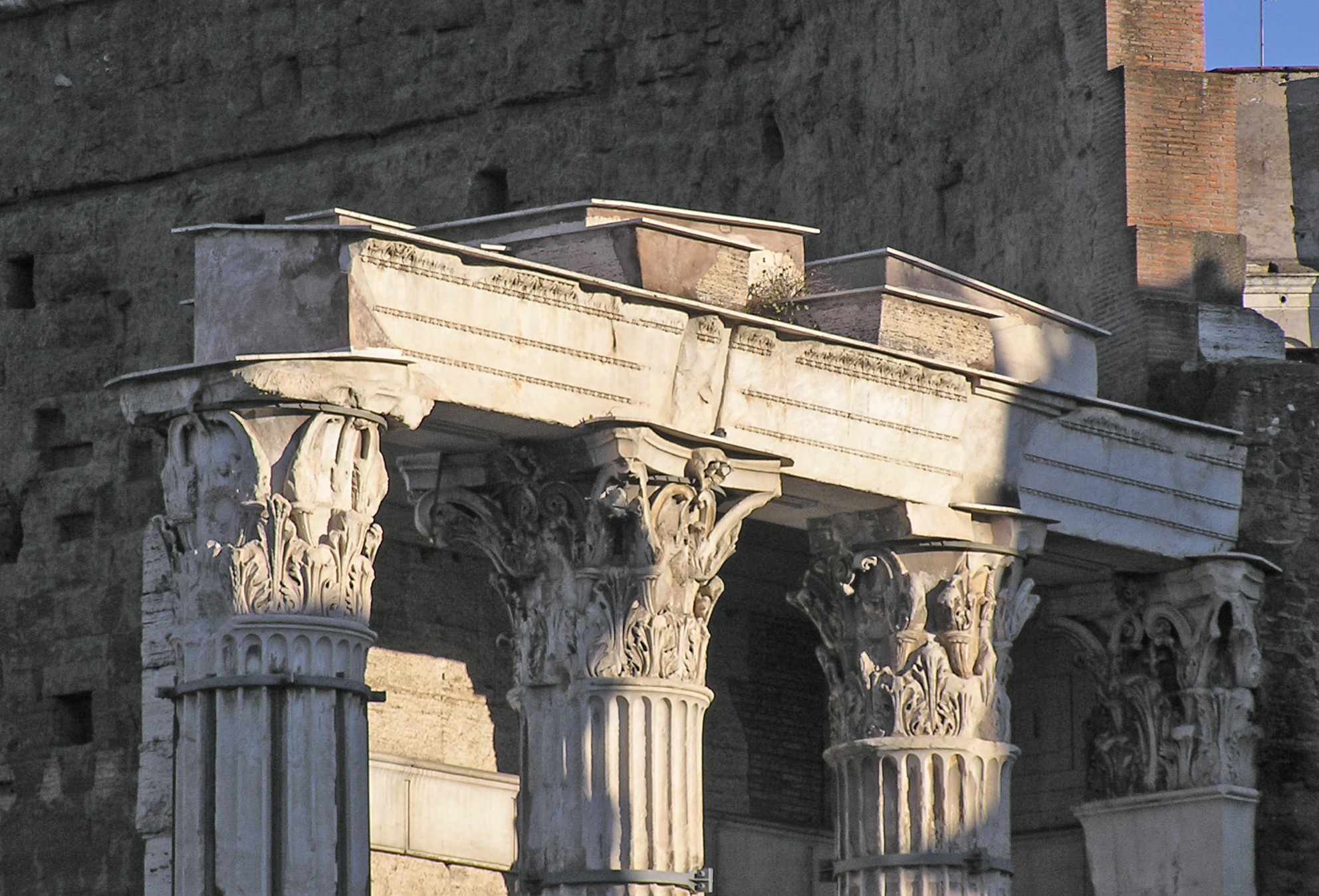
Architrave ionico con fasce (unica parte della trabeazione rimasta) sulle colonne della peristasi del tempio di Marte Ultore nel Foro di Augusto, a Roma (colonne in situ sul fianco destro del tempio).

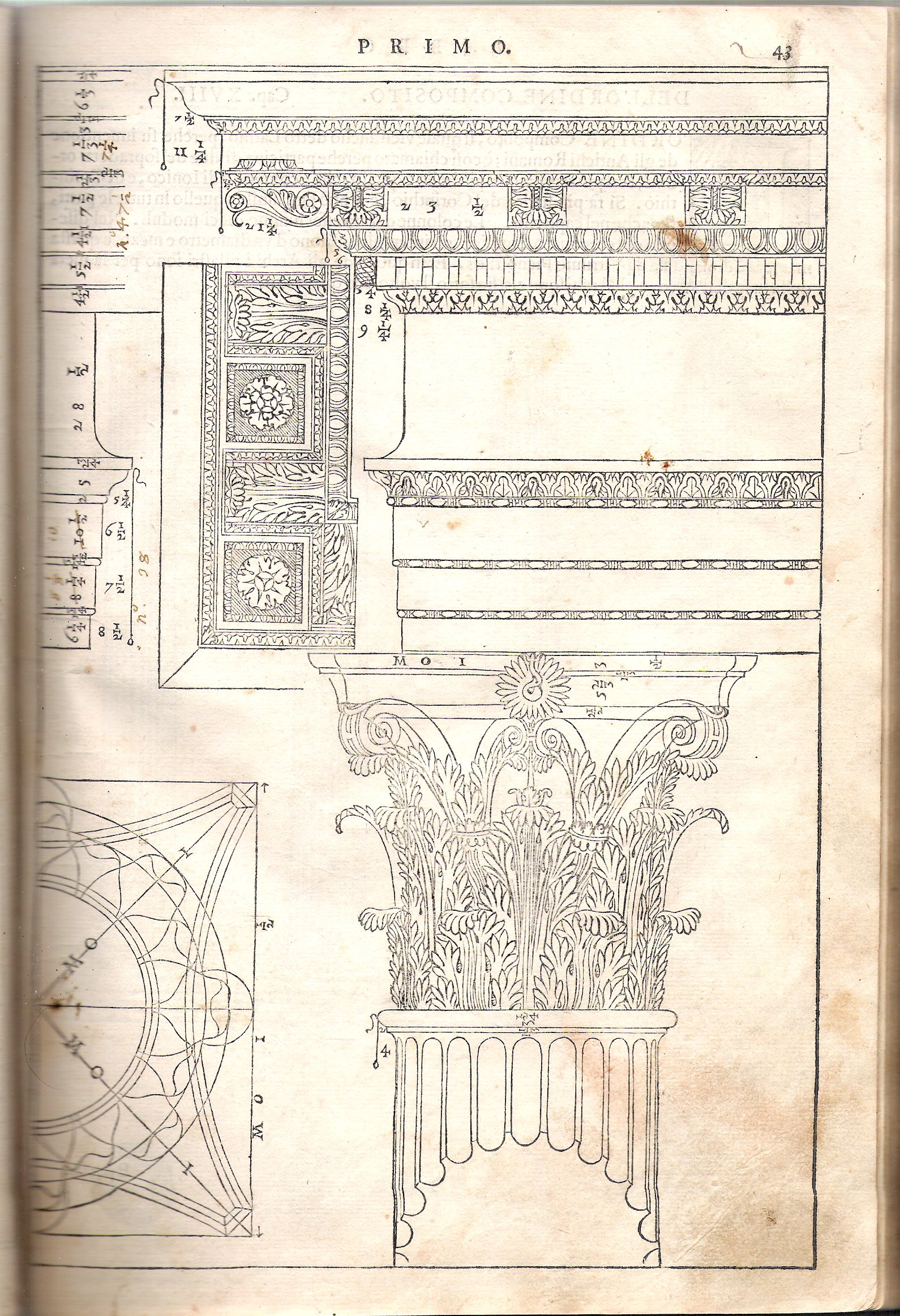
Capitello corinzio e architrave, da I quattro libri dell'architettura (1570) di Andrea Palladio

L'architrave (composto di archi- e trave, "trave maestra", oppure di arco e trave, "trave che funge da arco"), detto anche epistilio, sopraccolonnio o soprassoglio, è un elemento architettonico orizzontale, non spingente e portato (cioè che non tocca il suolo, ma scarica il suo peso su altri elementi), anche se molto spesso è a sua volta portante per elementi superiori che lo sovrastano.
L'architrave tipicamente si appoggia su due piedritti, talvolta tramite un incastro, ai quali trasmette il suo peso ed eventualmente quello delle strutture superiori che sostiene. Essendo in genere strutture che nella parte centrale sono sospese nel vuoto, esse hanno un limite di utilizzo in base al peso che vi viene appoggiato sopra e alla resistenza del materiale.
Nel tratto sospeso che le caratterizza si esercita infatti uno sforzo di flessione che tende a flettere (o a spezzare) nel punto più lontano dai sostegni. Infatti l'entità di questo sforzo è più elevato a seconda del braccio, cioè della distanza dal sostegno più vicino, mentre è nulla sul sostegno stesso (nei cosiddetti punti di applicazione). Il prodotto tra il braccio e il carico è detto momento meccanico.
Il problema tipico di un architrave è quello di calcolare il peso che sopporta e valutare il rapporto tra lunghezza e altezza da utilizzare in concreto. Talvolta, per esempio nell'architettura micenea o nell'edilizia medievale, si incontrano architravi pentagonali (con l'estremità superiore leggermente appuntita), che rinforzano il punto più debole (il centro) e incanalano il peso sui sostegni ai lati.

## Architravi nell'arte classica
Negli ordini classici costituisce una delle tre parti della trabeazione poggiata sulle colonne. In particolare costituisce la parte inferiore della trabeazione, sottostante a fregio e cornice. Le eventuali suddivisioni orizzontali dell'architrave sono chiamate fasce.
Nell'ordine dorico, l'architrave è liscio, non suddiviso in fasce e viene coronato superiormente da una taenia ("tenia"), uno spesso listello sporgente, il cui bordo inferiore è decorato a tratti, seguendo il medesimo ritmo dell'alternanza di metope e triglifi nel soprastante fregio con regulae ("regule"), ossia listarelle orizzontali, ornate da guttae (gocce, "gutte"), ossia piccoli elementi troncoconici, disposti in fila. Le gutte sono state interpretate come la trasposizione in pietra delle teste dei chiodi che fissavano gli elementi lignei di cui la trabeazione era costituita nei più antichi edifici.
Nell'ordine ionico invece l'architrave era suddiviso in "fasce", due o tre, ciascuna leggermente rientrante e di altezza inferiore rispetto a quella sovrastante.

L'architrave ionico sarà quindi utilizzato anche per l'ordine corinzio e, in epoca romana, per quello composito.
In età imperiale romana le fasce sono più frequentemente separate da modanature lisce o decorate piuttosto che da un semplice gradino e le loro proporzioni tendono a variare a seconda dello stile decorativo prevalente nelle diverse epoche.

Il coronamento dell'architrave è generalmente costituito a Roma e nelle province occidentali da un listello sovrapposto ad una modanatura a "gola rovescia" (in genere decorata con un "kyma lesbio"), mentre nelle province orientali, dove più viva è la tradizione greco-ellenistica, il coronamento tende ad essere costituito da una sequenza di modanature tra cui è quasi sempre presente l'"ovolo", spesso intagliato con un "kyma ionico".
Le modanature, sia quelle del coronamento, sia quelle di separazione tra le fasce, sono normalmente decorate: quando invece sono lisce, si parla di "architrave liscio". I casi in cui persino le fasce vengono decorate sono invece abbastanza rari (prevalentemente dell'epoca flavia).
Negli ordini liberi la superficie inferiore dell'architrave rimane visibile tra un capitello e l'altro e viene denominata "soffitto" dell'architrave. Negli architravi non dorici tale superficie riceve spesso una decorazione con un pannello centrale ribassato, chiamata "lacunare". In alcuni casi la decorazione del lacunare occupa tutto lo spazio disponibile del soffitto: è per questo motivo che i suoi lati corti presentano a volte una rientranza ("occhiello"), destinata al sottostante fiore dell'abaco del capitello.